# Козулино (Вологодская область)
Козулино — деревня в Харовском районе Вологодской области.
Входит в состав Кубенского сельского поселения, с точки зрения административно-территориального деления — в Кубинский сельсовет.
Расстояние до районного центра Харовска по автодороге — 28 км.
По данным переписи в 2002 году постоянного населения не было.